# Scytopetalum klaineanum
Scytopetalum klaineanum là một loài thực vật có hoa trong họ Lecythidaceae. Loài này được Pierre ex Engl. miêu tả khoa học đầu tiên năm 1897.